# Liste des titres musicaux numéro un au Royaume-Uni en 1965
Cette page liste les titres classés no 1 des ventes de disques au Royaume-Uni pour l'année 1965 selon The Official Charts Company.
Les classements hebdomadaires sont issus des UK Singles Chart et UK Albums Chart.

## Classement des singles
| №  | Date         | Artiste                | Titre                            | Référence |
| -- | ------------ | ---------------------- | -------------------------------- | --------- |
| 1  | 7 janvier    | The Beatles            | I Feel Fine                      |           |
| 2  | 14 janvier   | Georgie Fame           | Yeh Yeh                          |           |
| 3  | 21 janvier   | Georgie Fame           | Yeh Yeh                          |           |
| 4  | 28 janvier   | The Moody Blues        | Go Now                           |           |
| 5  | 4 février    | The Righteous Brothers | You've Lost That Lovin' Feelin'  |           |
| 6  | 11 février   | The Righteous Brothers | You've Lost That Lovin' Feelin'  |           |
| 7  | 18 février   | The Kinks              | Tired of Waiting for You         |           |
| 8  | 25 février   | The Seekers            | I'll Never Find Another You      |           |
| 9  | 4 mars       | The Seekers            | I'll Never Find Another You      |           |
| 10 | 11 mars      | Tom Jones              | It's Not Unusual                 |           |
| 11 | 18 mars      | The Rolling Stones     | The Last Time                    |           |
| 12 | 25 mars      | The Rolling Stones     | The Last Time                    |           |
| 13 | 1er avril    | The Rolling Stones     | The Last Time                    |           |
| 14 | 8 avril      | Unit 4 + 2 (en)        | Concrete and Clay (en)           |           |
| 15 | 15 avril     | Cliff Richard          | The Minute You're Gone           |           |
| 16 | 22 avril     | The Beatles            | Ticket to Ride                   |           |
| 17 | 29 avril     | The Beatles            | Ticket to Ride                   |           |
| 18 | 6 mai        | The Beatles            | Ticket to Ride                   |           |
| 19 | 13 mai       | Roger Miller           | King of the Road                 |           |
| 20 | 20 mai       | Jackie Trent           | Where Are You Now (My Love)      |           |
| 21 | 27 mai       | Sandie Shaw            | Long Live Love                   |           |
| 22 | 3 juin       | Sandie Shaw            | Long Live Love                   |           |
| 23 | 10 juin      | Sandie Shaw            | Long Live Love                   |           |
| 24 | 17 juin      | Elvis Presley          | Crying in the Chapel             |           |
| 25 | 24 juin      | The Hollies            | I'm Alive                        |           |
| 26 | 1er juillet  | Elvis Presley          | Crying in the Chapel             |           |
| 27 | 8 juillet    | The Hollies            | I'm Alive                        |           |
| 28 | 15 juillet   | The Hollies            | I'm Alive                        |           |
| 29 | 22 juillet   | The Byrds              | Mr. Tambourine Man               |           |
| 30 | 29 juillet   | The Byrds              | Mr. Tambourine Man               |           |
| 31 | 5 août       | The Beatles            | Help!                            |           |
| 32 | 12 août      | The Beatles            | Help!                            |           |
| 33 | 19 août      | The Beatles            | Help!                            |           |
| 34 | 26 août      | Sonny and Cher         | I Got You Babe                   |           |
| 35 | 2 septembre  | Sonny and Cher         | I Got You Babe                   |           |
| 36 | 9 septembre  | The Rolling Stones     | (I Can't Get No) Satisfaction    |           |
| 37 | 16 septembre | The Rolling Stones     | (I Can't Get No) Satisfaction    |           |
| 38 | 23 septembre | The Walker Brothers    | Make It Easy on Yourself         |           |
| 39 | 30 septembre | Ken Dodd               | Tears                            |           |
| 40 | 7 octobre    | Ken Dodd               | Tears                            |           |
| 41 | 14 octobre   | Ken Dodd               | Tears                            |           |
| 42 | 21 octobre   | Ken Dodd               | Tears                            |           |
| 43 | 28 octobre   | Ken Dodd               | Tears                            |           |
| 44 | 4 novembre   | The Rolling Stones     | Get Off of My Cloud              |           |
| 45 | 11 novembre  | The Rolling Stones     | Get Off of My Cloud              |           |
| 46 | 18 novembre  | The Rolling Stones     | Get Off of My Cloud              |           |
| 47 | 25 novembre  | The Seekers            | The Carnival is Over             |           |
| 48 | 2 décembre   | The Seekers            | The Carnival is Over             |           |
| 49 | 9 décembre   | The Seekers            | The Carnival is Over             |           |
| 50 | 16 décembre  | The Beatles            | Day Tripper / We Can Work It Out |           |
| 51 | 23 décembre  | The Beatles            | Day Tripper / We Can Work It Out |           |
| 52 | 30 décembre  | The Beatles            | Day Tripper / We Can Work It Out |           |

## Classement des albums
| №  | Date         | Artiste            | Titre                                                              | Référence |
| -- | ------------ | ------------------ | ------------------------------------------------------------------ | --------- |
| 1  | 3 janvier    | The Beatles        | Beatles for Sale                                                   |           |
| 2  | 10 janvier   | The Beatles        | Beatles for Sale                                                   |           |
| 3  | 17 janvier   | The Beatles        | Beatles for Sale                                                   |           |
| 4  | 24 janvier   | The Beatles        | Beatles for Sale                                                   |           |
| 5  | 31 janvier   | The Rolling Stones | The Rolling Stones No. 2                                           |           |
| 6  | 7 février    | The Rolling Stones | The Rolling Stones No. 2                                           |           |
| 7  | 14 février   | The Rolling Stones | The Rolling Stones No. 2                                           |           |
| 8  | 21 février   | The Beatles        | Beatles for Sale                                                   |           |
| 9  | 28 février   | The Rolling Stones | The Rolling Stones No. 2                                           |           |
| 10 | 7 mars       | The Rolling Stones | The Rolling Stones No. 2                                           |           |
| 11 | 14 mars      | The Rolling Stones | The Rolling Stones No. 2                                           |           |
| 12 | 21 mars      | The Rolling Stones | The Rolling Stones No. 2                                           |           |
| 13 | 28 mars      | The Rolling Stones | The Rolling Stones No. 2                                           |           |
| 14 | 4 avril      | The Rolling Stones | The Rolling Stones No. 2                                           |           |
| 15 | 11 avril     | Bob Dylan          | The Freewheelin' Bob Dylan                                         |           |
| 16 | 18 avril     | The Rolling Stones | The Rolling Stones No. 2                                           |           |
| 17 | 25 avril     | The Beatles        | Beatles for Sale                                                   |           |
| 18 | 2 mai        | The Beatles        | Beatles for Sale                                                   |           |
| 19 | 9 mai        | The Beatles        | Beatles for Sale                                                   |           |
| 20 | 16 mai       | Bob Dylan          | The Freewheelin' Bob Dylan                                         |           |
| 21 | 23 mai       | Bob Dylan          | Bringing It All Back Home                                          |           |
| 22 | 30 mai       | Divers artistes    | Bande originale du film La Mélodie du bonheur (The Sound of Music) |           |
| 23 | 6 juin       | Divers artistes    | Bande originale du film La Mélodie du bonheur (The Sound of Music) |           |
| 24 | 13 juin      | Divers artistes    | Bande originale du film La Mélodie du bonheur (The Sound of Music) |           |
| 25 | 20 juin      | Divers artistes    | Bande originale du film La Mélodie du bonheur (The Sound of Music) |           |
| 26 | 27 juin      | Divers artistes    | Bande originale du film La Mélodie du bonheur (The Sound of Music) |           |
| 27 | 4 juillet    | Divers artistes    | Bande originale du film La Mélodie du bonheur (The Sound of Music) |           |
| 28 | 11 juillet   | Divers artistes    | Bande originale du film La Mélodie du bonheur (The Sound of Music) |           |
| 29 | 18 juillet   | Divers artistes    | Bande originale du film La Mélodie du bonheur (The Sound of Music) |           |
| 30 | 25 juillet   | Divers artistes    | Bande originale du film La Mélodie du bonheur (The Sound of Music) |           |
| 31 | 1er août     | Divers artistes    | Bande originale du film La Mélodie du bonheur (The Sound of Music) |           |
| 32 | 8 août       | The Beatles        | Help!                                                              |           |
| 33 | 15 août      | The Beatles        | Help!                                                              |           |
| 34 | 22 août      | The Beatles        | Help!                                                              |           |
| 35 | 29 août      | The Beatles        | Help!                                                              |           |
| 36 | 5 septembre  | The Beatles        | Help!                                                              |           |
| 37 | 12 septembre | The Beatles        | Help!                                                              |           |
| 38 | 19 septembre | The Beatles        | Help!                                                              |           |
| 39 | 26 septembre | The Beatles        | Help!                                                              |           |
| 40 | 3 octobre    | The Beatles        | Help!                                                              |           |
| 41 | 10 octobre   | Divers artistes    | Bande originale du film La Mélodie du bonheur                      |           |
| 42 | 17 octobre   | Divers artistes    | Bande originale du film La Mélodie du bonheur                      |           |
| 43 | 24 octobre   | Divers artistes    | Bande originale du film La Mélodie du bonheur                      |           |
| 44 | 31 octobre   | Divers artistes    | Bande originale du film La Mélodie du bonheur                      |           |
| 45 | 7 novembre   | Divers artistes    | Bande originale du film La Mélodie du bonheur                      |           |
| 46 | 14 novembre  | Divers artistes    | Bande originale du film La Mélodie du bonheur                      |           |
| 47 | 21 novembre  | Divers artistes    | Bande originale du film La Mélodie du bonheur                      |           |
| 48 | 28 novembre  | Divers artistes    | Bande originale du film La Mélodie du bonheur                      |           |
| 49 | 5 décembre   | Divers artistes    | Bande originale du film La Mélodie du bonheur                      |           |
| 50 | 12 décembre  | Divers artistes    | Bande originale du film La Mélodie du bonheur                      |           |
| 51 | 19 décembre  | The Beatles        | Rubber Soul                                                        |           |
| 52 | 26 décembre  | The Beatles        | Rubber Soul                                                        |           |

## Meilleures ventes de l'année
| Singles | Albums |
| --- | --- |
| 1. Ken Dodd – Tears 2. The Beatles - Help! 3. The Rolling Stones – The Last Time 4. The Rolling Stones - (I Can't Get No) Satisfaction 5. The Beatles - Ticket to Ride 6. Tom Jones - It's Not Unusual 7. The Seekers - I'll Never Find Another You 8. The Seekers - The Carnival Is Over 9. The Byrds - Mr. Tambourine Man 10. The Moodie Blues - Go Now | 1. Divers artistes - Bande originale du film La Mélodie du bonheur (The Sound of Music) 2. The Beatles - Beatles for Sale 3. The Beatles - Rubber Soul 4. The Beatles - Help! 5. Divers artistes - Bande originale du film Mary Poppins 6. The Rolling Stones - The Rolling Stones No 2 7. Bob Dylan - The Freewheelin' Bob Dylan 8. Bob Dylan - Bringing It All Back Home 9. The Rolling Stones - Out of Our Heads 10. Joan Baez - Joan Baez in Concert No 5 |